# هارالد كواندت
هارالد كواندت (بالالمانية: Harald Quandt) (1 نوفمبر 1921 - 22 سبتمبر 1967) كان رجل صناعة ألماني، وهو ابن رجل الصناعة غونتر كواندت وماغدا غوبلز. انفصل والديه وتزوجت والدته فيما بعد وزير الدعاية النازية يوزف غوبلز. بعد الحرب العالمية الثانية، أدار كواندت هو وأخيه الأكبر غير الشقيق هيربرت كواندت الإمبراطورية الصناعية التي تركها لهم والدهم والتي مازالت مستمرة حتى اليوم، حيث تمتلك عائلتهم حصة في شركة تصنيع السيارات الفاخرة الألمانية BMW.

## النشأة

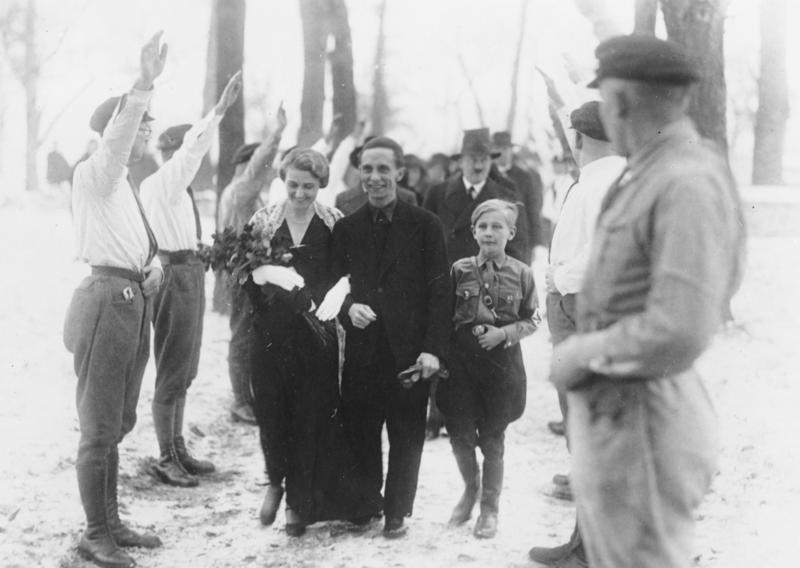
هارالد كواندت البالغ من العمر 10 سنوات (يمين) في حفل زفاف والدته من غوبلز في عام 1931 (مع وجود هتلر في الخلف).

ولد هارالد كواندت في تشارلوتنبرغ، وهو ابن رجل الصناعة غونتر كواندت وماغدالينا بهريند ريتشل اللذين تزوجا عام 1921. وعلى الرغم من أن ابويه انفصلا في عام 1929، إلا أنهما ظلا على علاقة ودية. تزوجت ماغدا فيما بعد من يوزف غوبلز في عقار يملكه غونتر كواندت. وكان أدولف هتلر هو أشبين غوبلز في ذلك اليوم.
بعد زواج والدته، بقي كواندت مع والده غونتر، الذي أصبح رجل أعمال بارزًا في ألمانيا النازية. ومع ذلك، فقد كان يزور والدته بشكل منتظم، التي أصبحت "السيدة الأولى للرايخ الثالث"، وكذلك يزور زوج والدته غوبلز، الذي ترأس وزارة التنوير العام والدعاية منذ عام 1933. وبعد عام 1934، عاد إلى والدته وعاش مع عائلة غوبلز حتى اجتياز امتحان ترك المدرسة في عام 1940. وأثناء إقامته مع عائلته بالتبني، أثار العديد من الدهشة من خلال دعمه شعارات السياسي الهندي سوبهاس شاندرا بوس.
خدم هارالد كملازم اول في اللوفتفافه اثناء الحرب العالمية الثانية. شارك في معركة كريت عام 1941 وقاتل لاحقًا في روسيا وكذلك في إيطاليا حيث أصيب هناك. في عام 1944، تم أسره من قبل قوات الحلفاء في إيطاليا. وتم إطلاق سراحه في عام 1947. بإنتحار ماغدا ويوزف غوبلز بعد أن قتلا أطفالهما الستة في 1 مايو 1945. كان هارالد هو الوحيد الذي نجا من الحرب من بين أطفال ماغدا.

## بعد الحرب
في بداية الخمسينيات تزوج كواندت من إنجي بانديكوف (1928-1978)، التي كانت ابنة محامي الشركة الخاصة بعائلته وعملت سكرتيرة مع والدها. وفي السنوات الـ 17 التالية، أنجب الزوجان خمس بنات: كاتارينا غيلر (1951)، وغابرييلا كواندت-لانغينشايدت (1952)، وأنيتا ماي-ثييس (1954)، وكولين-بيتينا روزنبلات-مو (1962)، وباتريشيا هالترمان (1967-2005). اشتهر كواندت بكونه "فتى مستهتر ملتزم".

## التجارة
بعد عودته إلى ألمانيا، ساعد كواندت أخاه غير الشقيق في إعادة بناء شركات العائلة، ثم درس الهندسة الميكانيكية في هانوفر وشتوتغارت من عام 1949 إلى عام 1953، حيث كانت عائلته تمتلك شركات كبيرة (شركة AFA/فارتا في هانوفر، وشركة أسهم خاصة في شتوتغارت).
توفي غونتر كواندت والد هارالد في عام 1954، تاركًا إمبراطوريته لهربيرت وهارالد، مما جعل هارالد واحدًا من أغنى الرجال في ألمانيا الغربية. وبحلول ذلك الوقت، كانت مجموعة كواندت تتألف من أكثر من 200 شركة، بدءًا من شركات النسيج الأصلية إلى شركة الأدوية ألتانا. وتضمنت ممتلكات العائلة أيضًا حصصًا كبيرة في صناعة السيارات الألمانية حيث كان لديهم ما يقرب من 10% من شركة دايملر بنز و30% من شركة بي إم دبليو. على الرغم من أن هربرت وهارالد أدارا الشركات بشكل مشترك، إلا أن هربرت ركز على AFA/فارتا واستثمارات السيارات، بينما كان هارالد مسؤولاً عن كيوكا وشركات الهندسة والأدوات. كان هارالد متحمسًا للمركبة المعروفة باسم امفيكار والتي تم تصنيعها بواسطة شركة كيوكا.

## الوفاة
نجا كواندت من حادث طيران في مطار زيوريخ في 12 ديسمبر 1965، لكنه قُتل في حادث آخر عندما تحطمت طائرته الأخرى في كونيو بإيطاليا في 22 سبتمبر 1967.

## الميراث العائلي
ورثت بنات هارالد كواندت الخمس حوالي 1.5 مليار مارك ألماني (760 مليون دولار أمريكي، 585 مليون يورو) وزادت ثروتهم لاحقًا من خلال شركة هارالد كواندت هولدينغ GmbH، وهي شركة استثمار عائلية مقرها ألمانيا. وبحلول عام 2022، أفاد مكتب العائلة أنهم سيتقاسمون بينهم ثروة تبلغ قيمتها 17 مليار دولار أمريكي على الأقل.

## في الثقافة الشعبية
في أكتوبر 2007 وصف الفيلم الوثائقي الحائز على جائزة هانز يواكيم فريدريش بعنوان "صمت الكواندت"، من إنتاج هيئة الإذاعة العامة الألمانية دور شركات عائلة كواندت خلال الحرب العالمية الثانية. لم يكن الماضي النازي للعائلة معروفًا في السابق، وقد كشفه الفيلم الوثائقي لجمهور واسع وواجه عائلة كواندت حول استخدامهم للعمل القسري في مصانع العائلة خلال الحرب العالمية الثانية. ونتيجة لذلك، بعد خمسة أيام من عرض الفيلم، أعلن أربعة من أفراد الأسرة، نيابة عن عائلة كواندت بأكملها، عن عزمهم تمويل مشروع بحثي يقوم فيه مؤرخ بفحص أنشطة العائلة خلال ديكتاتورية أدولف هتلر. وتوصلت الدراسة المستقلة المكونة من 1200 صفحة والتي صدرت في عام 2011 إلى أن "عائلة الكواندت كانت مرتبطة بشكل لا ينفصم بجرائم النازيين"، وفقًا ليواكيم شولتيسيك، المؤرخ الذي جمع الدراسة وأجرى أبحاثًا فيها.

## معلومات إضافية
- de Jong، David (2022). Nazi Billionaires: The Dark History of Germany's Wealthiest Dynasties (Hardback). Boston: Mariner Books. ISBN:9781328497888.
- Jungbluth، Rüdiger (2002)، Die Quandts: Ihr leiser Aufstieg zur mächtigsten Wirtschaftsdynastie Deutschlands، ISBN:3-404-61550-6, (ردمك 3-593-36940-0)
- Sander، Ulrich (2008)، Mörderisches Finale – NS-Verbrechen bei Kriegsende، كولونيا: Neue Kleine Bibliothek Nr. 129، ISBN:978-3-89438-388-6

## روابط خارجية
- Das Schweigen der Quandts (2007) فيلم صمت الكواندت على موقع IMDB